# Дъщерите на госпожа Гарсия
Дъщерите на госпожа Гарсия (на испански: Las hijas de la señora García) е мексиканска теленовела, режисирана от Салвадор Гарсини и Фес Нориега и продуцирана от Хосе Алберто Кастро за ТелевисаУнивисион през 2024 г. Версията, разработена от Ванеса Варела и Хосе Алберто Кастро, е базирана на турския сериал Госпожа Фазилет и нейните дъщери, създаден от Сърма Янък през 2017-2018 г.
В главните роли са Мария Сорте, Гилермо Гарсия Канту, Ела Велден, Ока Хинер, Брандон Пениче, Хуан Диего Коварубиас и Емануел Паломарес.

## Сюжет
Офелия Гарсия е жена, която мечтае за лукс и богатство и за да сбъдне мечтите си, използва най-малката си дъщеря Мар. Офелия я води на кастинги, за да стане известна и въпреки че Мар е красива, не успява всеки път да бъде наета. За разлика от тях, Валерия, най-голямата дъщеря на госпожа Гарсия, е жена с естествена, но скрита красота, която се грижи за семейството си. За нея няма друг избор, освен да работи здраво, което я кара да се сблъсква често с майка си, защото много ѝ напомня за покойния ѝ съпруг.
Артуро Портия, син на една от най-важните текстилни фамилии в страната, обявява, че ще има кастинг, за да се намери жената, която ще бъде следващото лице на тяхната линия спортно облекло, и Офелия вижда това като перфектната възможност да промени живота си, за да могат тя и дъщерите ѝ да загърбят бедността. Междувременно семейство Портия преживява един от най-лошите моменти в живота си със смъртта на Сесилия, главата на семейството. Леонардо е най-големият син, но всички знаят, че Паула, съпругата му, е с него от интерес. Артуро е заклет женкар. Николас е най-отговорният от всички, а най-малка е Камила, която никога не е искала да работи в компанията.
Съдбите на двете семейства се обединяват, когато Офелия заема мястото на икономка в имението на Портия и решава да вземе Мар със себе си, с намерението да я представи на семейството, тъй като тя е решена Мар да бъде лицето на новото облекло линия. В същото време твърдата личност на Валерия, която среща Артуро във фитнеса, където работи, променя начина на живот на Артуро и с течение на времето той се влюбва в нея, без да си представя, че Николас също намира любовта с Валерия, която пленява сърцето му. На всичкото отгоре Луис Портия, трогнат от сладостта на Мар, решава да я защитава, когато е най-уязвима и за изненадва всички, като взема решение, което променя живота на двете семейства, без да си представя усложненията, които ще отприщи.

## Актьори
- Мария Сорте – Офелия Гарсия
- Гилермо Гарсия Канту – Луис Портия
- Ела Велден – Мар Гарсия
- Ока Хинер – Валерия Гарсия
- Брандон Пениче – Артуро Портия
- Хуан Диего Коварубиас – Леонардо Портия
- Емануел Паломарес – Николас Портия
- Моника Дионе – Грасиела Портия
- Джералдин Басан – Паула
- Алекс Переа – Хуан
- Луис Гатика – Хасинто
- Роксана Кастеянос – Сусана
- Арлет Пачеко – Глория
- Макарена Мигел – Камила
- Алехандра Хурадо – Ампаро
- Клаудия Боуса – Присила
- Нурия Бахес – Росио
- Лаура Флорес – Сесилия Портия

## Премиера
Премиерата на „Дъщерите на госпожа Гарсия“ е на 11 ноември 2024 г. по Las Estrellas. Последният 82 епизод е излъчен на 2 март 2025 г.
| Година    | Излъчване              | Брой епизоди | Премиера        | Премиера         | Финал       | Финал            |
| Година    | Излъчване              | Брой епизоди | Дата            | Зрители (в млн.) | Дата        | Зрители (в млн.) |
| --------- | ---------------------- | ------------ | --------------- | ---------------- | ----------- | ---------------- |
| 2024-2025 | понеделник-петък 21:30 | 82           | 11 ноември 2024 | 2.09             | 2 март 2025 | 6.74             |

## Продукция

### Развитие
През май 2024 г. е съобщено, че Хосе Алберто Кастро ще продуцира теленовела, озаглавена Госпожа. През юли 2024 г. е съобщено, че теленовелата ще бъде адаптация на турския телевизионен сериал от 2017-2018 г. Госпожа Фазилет и нейните дъщери. Записите на теленовелата започват на 5 август 2024 г., като е обявено и официалното заглавие Дъщерите на госпожа Гарсия.

### Кастинг
На 3 юли 2024 г. Мария Сорте и Хуан Диего Коварубиас са първите обявени за главните роли. Седмица по-късно Ока Хинер, Ела Велден, Брандон Пениче, Алекс Переа, Емануел Паломарес, Гилермо Гарсия Канту и Джералдин Басан са избрани за другите главни роли. Останалите членове на актьорския състав са обявени на 5 август 2024 г.

## Версии
- Госпожа Фазилет и нейните дъщери, турски сериал от 2017-2018 г., режисиран от Мурат Сарачоолу и Гьокчен Уста, с участието на Назан Кесал, Дениз Байсал и Афра Сарачоолу.